# Caralluma dicapuae
Caralluma dicapuae är en oleanderväxtart som först beskrevs av Emilio Chiovenda, och fick sitt nu gällande namn av Emilio Chiovenda. Caralluma dicapuae ingår i släktet Caralluma och familjen oleanderväxter. Inga underarter finns listade i Catalogue of Life.